# فرحان أيوب
فرحان أيوب (27 مارس 1985 في باكستان - ) هو لاعب كريكت باكستاني.

## وصلات خارجية
- فرحان أيوب على موقع إي آس بي آن كريك إنفو (الإنجليزية)